# باهاش برقصیم
«باهاش برقصیم» (انگلیسی: Dance to This) ترانه‌ای از خواننده استرالیایی تروی سیوان و با همراهی آوازهای خواننده آمریکایی آریانا گرانده است. ترانه در ۱۳ ژوئن ۲۰۱۸ به‌عنوان چهارمین تک‌آهنگ از دومین آلبوم استودیویی سیوان، شکوفه (۲۰۱۸) توسط ای‌ام‌آی میوزیک استرالیا منتشر شد.